# Coquet (Fluss)
Der Coquet ist ein Fluss in Northumberland im Norden Englands.
Er entspringt in den Cheviot Hills im Northumberland-Nationalpark und durchfließt vorbei an Harbottle, Holystone und Rothbury in zahlreichen Windungen die gesamte Grafschaft Northumberland, bevor er nach etwa 64 Kilometern kurz hinter Warkworth bei Amble in die Nordsee mündet.
Die erste urkundliche Erwähnung des Coquet findet sich in der Kosmographie des Geographen von Ravenna aus dem 7. Jahrhundert, wo er als Coccoveda bezeichnet wird. Beda Venerabilis erwähnt den Coquet in seiner Vita Sancti Cuthberti als Cocuedi fluminis.